# Loge-Wactiaux
Loge-Wactiaux est un lieu-dit du village de Forge-Philippe, dans l’extrême sud de la province de Hainaut. Avec Forge-Philippe il fait administrativement partie de la commune de Momignies, dans la province de Hainaut (Région wallonne de Belgique). 
Bien que simple carrefour de deux routes, l’une allant de Scourmont à Macquenoise et l’autre de Seloignes à Cendron (frontière française) le lieu-dit - à peine quelques maisons - est déjà connu et mentionné sur la carte de Ferraris de 1770.